# Liste des présidents des États-Unis propriétaires d'esclaves

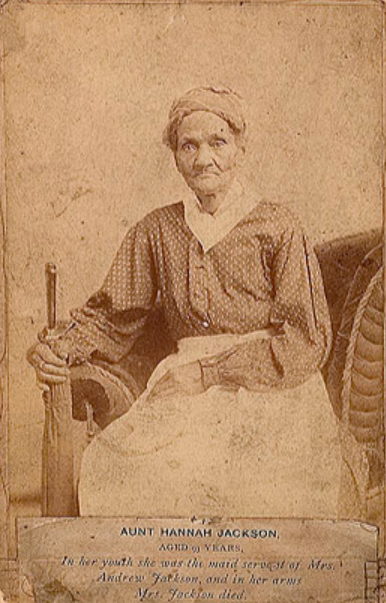
Hannah Jackson a été réduite en esclavage par Andrew Jackson à, dans le Tennessee.

L'esclavage est légal aux États-Unis dès le début de leur existence en tant que nation, puisqu'il est pratiqué en Amérique du Nord depuis l'époque coloniale. Le treizième amendement de la Constitution des États-Unis abolit formellement l'esclavage en 1865, immédiatement après la fin de la guerre de Sécession.
Douze présidents américains ont possédé des esclaves à un moment ou à un autre de leur vie ; huit d'entre eux en ont possédé pendant leur mandat. Dix des douze premiers présidents américains possédaient des esclaves, les seules exceptions étant John Adams et son fils John Quincy Adams, qui n'approuvaient ni l'un ni l'autre l'esclavage. George Washington est le premier président à avoir possédé des esclaves, y compris durant son mandat. Zachary Taylor est le dernier à avoir possédé des esclaves durant son mandat, et Ulysses S. Grant le dernier à en avoir possédé durant sa vie. Parmi les présidents en ayant possédé, Thomas Jefferson en a possédé le plus, avec près de 600 esclaves, suivi de près par George Washington.
Woodrow Wilson est le dernier président né dans un foyer où travaillaient des esclaves, bien que la guerre civile se soit achevée pendant son enfance.

## Présidents ayant possédé des esclaves
| No. | Président              | Nombre approximatif d'esclaves possédés | Durant le mandat | Notes |
| --- | ---------------------- | --------------------------------------- | ---------------- | --- |
| 1er | George Washington      | 250–600                                 | Oui (1789–1797)  | Washington était un important propriétaire d'esclaves avant, pendant et après sa présidence. Son testament affranchit ses esclaves après la mort de sa veuve, mais celle-ci les libère dans l'année qui suit le décès de son mari. En tant que président, Washington supervise la mise en œuvre de l'Ordonnance du Nord-Ouest de 1787, qui interdit l'esclavage au nord de l'Ohio. Il s'agit de la première restriction majeure de l'expansion nationale de l'esclavage par le gouvernement fédéral dans l'histoire des États-Unis. |
| 3e  | Thomas Jefferson       | 200–600+                                | Oui (1801–1809)  | Jefferson a eu plusieurs enfants esclaves avec Sally Hemings, la demi-sœur probable de sa dernière épouse Martha Wayles Skelton,. Bien que propriétaire d'esclaves toute sa vie, Jefferson a toujours condamné l'institution esclavagiste, tenté d'en limiter l'expansion et prôné l'émancipation progressive (en). En tant que président, il supervise l'abolition du commerce international des esclaves. |
| 4e  | James Madison          | 100+                                    | Oui (1809–1817)  | Madison a parfois condamné l'esclavagisme et s'est opposé au commerce international des esclaves, mais il s'est également opposé avec véhémence à toute tentative visant à restreindre l'expansion nationale de l'esclavage. Madison n'a pas affranchi ses esclaves de son vivant ou par testament. Paul Jennings, l'un de ses esclaves, l'a servi pendant sa présidence et a publié plus tard les premières mémoires sur la vie à la Maison-Blanche. |
| 5e  | James Monroe           | 75                                      | Oui (1817–1825)  | Comme Thomas Jefferson, Monroe condamne l'esclavagisme et préconise sa disparition progressive, mais cela ne l'empêche pas de posséder de nombreux esclaves tout au long de sa vie, n'en libérant qu'un seul à sa mort. En tant que président, il supervise le Compromis du Missouri, qui admet le Missouri dans l'Union en tant qu'état esclavagiste en échange de l'admission du Maine en tant qu'état abolitionniste et de l'interdiction de l'esclavage au-dessus du 36e parallèle nord. Monroe était favorable à l'envoi d'affranchis au Liberia, dont la capitale, Monrovia, porte son nom. |
| 7e  | Andrew Jackson         | 200                                     | Oui (1829–1837)  | Jackson possédait de nombreux esclaves. L'une des controverses de sa présidence concerne sa réaction aux tracts abolitionnistes. Pendant sa campagne présidentielle (en), il est critiqué pour avoir été marchand d'esclaves. Il n'a pas affranchi ses esclaves dans son testament. |
| 8e  | Martin Van Buren       | 1,                                      | Non (1837–1841)  | Le père de Van Buren possédait six esclaves. Le seul esclave que Van Buren possédait personnellement, Tom, s'est échappé en 1814, et Van Buren n'a fait aucun effort pour le retrouver. En décembre 1824, A. G. Hammond de Berlin dans l'état de New York, installe Tom à Worcester dans le Massachusetts. Van Buren accepte provisoirement de le vendre à Hammond pour 50 dollars, à condition qu'Hammond puisse le capturer sans violence,. Hammond n'a pas pu donner cette garantie et n'était pas disposé à payer, car la loi d'émancipation progressive (en) de New York garantit que si l'esclavage y est rétabli, Tom sera libéré en 1827. Tom est resté libre, comme Van Buren le souhaitait probablement. Plus tard dans sa vie, Van Buren adhère au Parti du sol libre, qui s'oppose à l'expansion de l'esclavage dans les territoires de l'Ouest, mais pas à son abolition immédiate |
| 9e  | William Henry Harrison | 11                                      | Non (1841)       | Harrison hérite de plusieurs esclaves. En tant que premier gouverneur du territoire de l'Indiana, il fait pression en vain sur le Congrès pour qu'il légalise l'esclavage en Indiana (en). |
| 10e | John Tyler             | 29                                      | Oui (1841–1845)  | Tyler n'a jamais affranchi aucun de ses esclaves et a toujours soutenu les droits des propriétaires d'esclaves et l'expansion de l'esclavage pendant son mandat présidentiel. |
| 11e | James K. Polk          | 56                                      | Oui (1845–1849)  | Polk est le candidat démocrate à l'élection présidentielle de 1844 en partie en raison de sa tolérance à l'égard de l'esclavage, contrairement à Van Buren. En tant que président, il soutient plutôt les droits des propriétaires d'esclaves. Son testament prévoyait l'affranchissement de ses esclaves après la mort de son épouse, mais la proclamation d'émancipation et le treizième amendement de la Constitution des États-Unis ont fini par les affranchir bien avant la mort de celle-ci, en 1891. |
| 12e | Zachary Taylor         | 300                                     | Oui (1849–1850)  | Bien que Taylor ait possédé des esclaves tout au long de sa vie, il s'est généralement opposé aux tentatives d'expansion de l'esclavage sur le territoire américain. Il s'est opposé au Compromis de 1850, qui admettait la Californie dans l'Union en tant qu'état abolitionniste et interdisait le commerce des esclaves à Washington, en échange de la possibilité pour la plupart des territoires mexicains annexés de décider de la question de l'esclavage au niveau local et de l'adoption d'une loi fédérale sur les esclaves fugitifs obligeant les autorités des états à aider les marshals fédéraux à capturer et à détenir les esclaves en fuite. Taylor meurt avant d'avoir pu opposer son veto au projet de loi, ce qui permet à son successeur, Millard Fillmore, de le faire adopter. Après sa mort, des rumeurs circulent selon lesquelles les défenseurs de l'esclavagee l'avaient empoisonné ; les examens effectués sur son corps plus d'un siècle après sa mort n'ont pas été concluants. Taylor n'a affranchit aucun de ses esclaves dans son testament. |
| 17e | Andrew Johnson         | 9                                       | Non (1865–1869)  | Johnson possédait quelques esclaves et soutenait la politique esclavagiste de James K. Polk. En tant que gouverneur militaire du Tennessee, il convainc Abraham Lincoln d'exempter cette région de la proclamation d'émancipation. Johnson libère tous ses esclaves personnels le 8 août 1863. Le 24 octobre 1864, Johnson libère officiellement tous les esclaves du Tennessee. |
| 18e | Ulysses S. Grant       | 1                                       | Non (1869–1877)  | Bien qu'il ait servi comme général dans l'armée de l'Union, sa femme Julia possédait quatre esclaves pendant la guerre de Sécession, qui lui avaient été donnés par son père. Il n'est pas certain qu'elle en ait été légalement propriétaire ou qu'elle en ait simplement eu la garde temporaire. Tous seront libérés en même temps que ceux libérés par la proclamation d'émancipation de 1863, mais par choix, car la proclamation ne s'appliquait pas à son état du Missouri. Grant possédait personnellement un esclave, William Jones, qui lui avait été donné par son beau-père et qu'il avait affranchi peu après avoir reçu le titre de propriété, le 29 mars 1859 |

## Galerie
| |
| Portrait de George Washington (en) réalisé par John Trumbull en 1780, représentant également un homme que l'on pense être le valet esclave de Washington, William Lee (en) (Metropolitan Museum of Art 24.109.88) |

|                                                                                               |
| Alfred Jackson (en) (1812–1901) est l'homme qui a vécu le plus longtemps à The Hermitage (en) |

| |
| Henry Hawkins (1819–1917) accompagne Zachary Taylor lors de ses campagnes lors de la guerre américano-mexicaine et devait être enterré au mausolée de Dick Taylor dans le cimetière de Metairie, à la Nouvelle-Orléans (Natchez Democrat, 6 juillet 1917) |

| |
| Recensement fédéral de 1870 du comté de Ross, dans l'Ohio ; l'agent recenseur a interrompu le protocole pour noter à propos de Madison Hemings (en) : « Cet homme est le fils de Thomas Jefferson ». |

| |
| Le frère de Madison et compagnon d'esclavage de Thomas Jefferson, Eston Hemings, s'est installé dans le Wisconsin et a changé son nom en Jefferson ; le fils d'Eston, John Wayles Jefferson (en) (image), a été officier de l'armée de l'Union pendant la guerre de Sécession. |

| |
| Paul Jennings a écrit A Colored Man's Reminiscences of James Madison et a aidé à planifier ce qui est devenu l'incident de Pearl (en). |